# جبريل سيمون
جبريل سيمون (بالإسبانية: Gabriel Simon)‏ هو منافس ألعاب قوى أرجنتيني، ولد في 1974.

## وصلات خارجية
- جبريل سيمون على موقع الاتحاد الدولي لألعاب القوى (الإنجليزية)
- جبريل سيمون على موقع أوليمبيديا (الإنجليزية)